# Ratusz w Breźnie

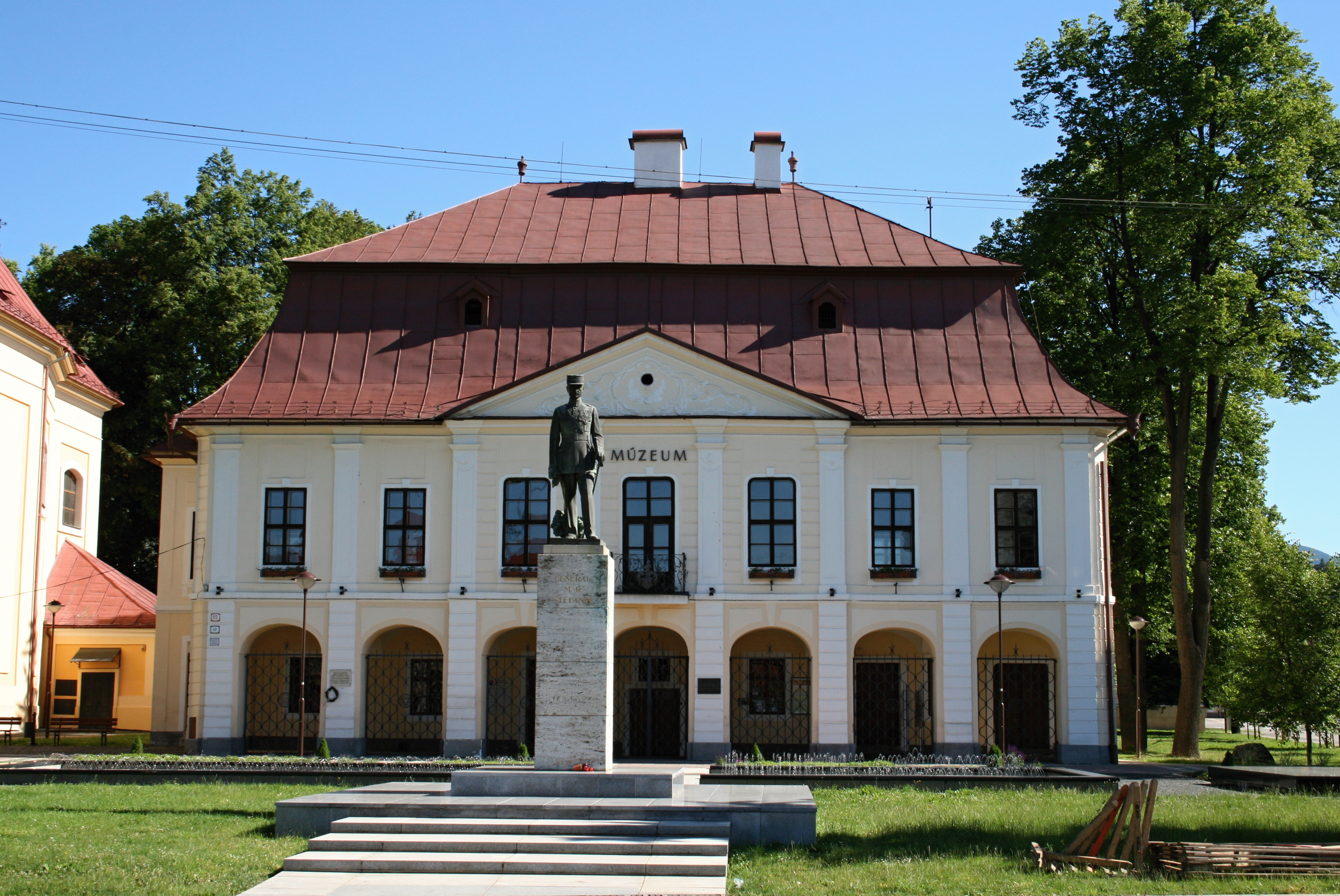
Ratusz w Breźnie

Ratusz w Breźnie (słow. Mestská radnica) – murowana, barokowo-klasycystyczna budowla byłego ratusza w Breźnie w kraju bańskobystrzyckim na Słowacji. Wznosi się w centralnej części głównego placu miasta (Namestie gen. M. R. Štefánika), a przed jego frontem znajduje się pomnik generała Štefánika.
Pierwotny, renesansowy ratusz pochodzący z 1589 r. istniał w tym miejscu do 1770 r. Wtedy to na jego miejscu wzniesiono nową budowlę, która jednak już w 1779 r. została zniszczona podczas wielkiego pożaru miasta i w następnym roku przebudowana.
Murowany na planie prostokąta, dwukondygnacyjny, nakryty jest wysokim dachem mansardowym. Front siedmioosiowy z delikatnie zaznaczoną imitacją centralnego, trzyosiowego ryzalitu zwieńczonego trójkątnym tympanonem. W centrum na piętrze balkon z kutą balustradą, który był w przeszłości miejscem wystąpień wielu wybitnych postaci w ważnych momentach dziejów miasta. Przyziemie od frontu zajmują arkadowe podcienia, od 1972 r. zamknięte kutymi kratami ze znakami cechów rzemieślniczych, jakie działały kiedyś na terenie miasta. Pomieszczenia przyziemia przekryte są sklepieniami kolebkowymi z lunetami. Na piętrze sklepienia późnobarokowe zdobione lustrami lub ornamentami stiukowymi. Na bocznej fasadzie na wysokości przyziemia herb Brezna, pochodzący z jednej z nieistniejących już bram miejskich (Hrončianska brána). W suterenie w początkach XIX w. mieściła się karczma. Później pomieszczenia te były siedzibą miejskich hajduków – odpowiednika dzisiejszej straży miejskiej.
Obecnie budynek jest siedzibą Muzeum Horehronia (słow. Horehronské múzeum). Stałe wystawy: Życie i kultura ludu na Horehroniu, Brezno w dziejach, Brezno literackie.